# Dedë Malaj
Dedë Malaj (* 16. November 1920, nach anderer Quelle 16. November 1917 in Nordalbanien; † 11. oder 12. Mai 1959 am Ufer des Shkodersees) war ein römisch-katholischer Priester, der im atheistischen Albanien des Enver-Hoxha-Regimes um seines Glaubens willen verhaftet, gefoltert und erschossen wurde. Er gehört zu den Achtunddreißig Märtyrern von Albanien.

## Leben
Die Angaben zu Geburtsdatum und -ort variieren: Eine Quelle nennt das Dorf Mali Kolaj bei Velipoja als Geburtsort und den 16. November 1917 als Geburtstag. Andere Autoren nennen die Angaben Selca e Vermoshit (Malësia e Madhe) und den 16. November 1920.
Dedë Malaj besuchte die Grundschule in Shkodra, dann das Gymnasium der Jesuiten und war unter anderem Schüler des deutschstämmigen, in Albanien wirkenden Priesters Dom Alfons Tracki. Er studierte Philosophie und Theologie an der Hochschule der Kongregation für die Glaubensverbreitung in Rom. Für seine Priesterweihe werden drei verschiedene Daten angegeben: 20. Dezember 1942 in Castelgandolfo, bereits 1941 in Genazzano bei Rom oder schon 1939 in Genazzano.
Malaj kehrte nach Albanien zurück und war in den folgenden Jahren Pfarrer in Obot, Samrisht, Velipoja und Dajç, alles Orte am Unterlauf der Buna. Im Pfarrhaus von Dajç arbeitete eine von der kommunistischen Staatssicherheit beauftragte Pfarrhaushälterin, die Informationen über Dedë Malaj weiterleitete. Er hatte sich zuvor in innerkirchlichen Diskussionen deutlich gegen jede Art von Zugeständnissen an die kommunistischen Machthaber ausgesprochen und versucht, Kontakt zum Vatikan aufzunehmen. Darüber hinaus hatte er eine Liste der bereits im kommunistischen Regime erschossenen Priester Albaniens ins Ausland gesandt.
Am 7. November 1958 wurde er verhaftet. Mit ihm angeklagt waren Pater Konrrad Gjolaj und fünf weitere Männer, die jeweils Haftstrafen erhielten. Bei der Gerichtsverhandlung, die per Lautsprecher an die herbeigeorderte Bevölkerung übertragen wurde, lautete der Vorwurf, die beiden Priester seien Anführer einer jugoslawischen Spionagegruppe. Als „Beweis“ diente unter anderem ein Rettungsring, der im Pfarrhaus gefunden worden war und als „Fluchtdampfer des jugoslawischen Geheimdienstes“ herhielt. Pater Konrrad Gjolaj wurde zu 25 Jahren Haft verurteilt und hielt später in einem Buch ausführlich seine Erinnerungen an die ermordeten Kleriker, darunter Dedë Malaj, fest. Dedë Malaj wurde am 27. April 1959 zum Tod durch Erschießen verurteilt und am 11. oder 12. Mai auf einer Wiese vor Shkodra nahe dem See erschossen. An dieser Stelle wurde er auch beerdigt.

### Bitte eines Kindes
Eine dreizehnjährige verwaiste Nichte von Dedë Malaj, Drandja, erhielt durch Unterstützung der später ebenfalls hingerichteten Priester Marin Shkurti und Pjetër Gruda die Möglichkeit, nach Tirana zu reisen, wo sie um das Leben ihres Onkels bitten wollte. Sie wurde von Nexhmije Hoxha, der Ehefrau Enver Hoxhas, empfangen. Drandja sagte mit Tränen in den Augen, dass sie auf der ganzen Welt niemanden als ihren Onkel habe. Nexhmije Hodscha hielt ihr entgegen: „Warum setzt du dich für ihn ein? Er ist ein Volksfeind.“ Die schriftliche Antwort auf Drandjas Bitte kam einige Tage später: „Deine Bitte wird abgelehnt.“

### Letzte Worte
An die Tür seiner Gefängniszelle, in der er seine letzten Lebenstage verbrachte, waren die Worte geschrieben: „Maledictus homo qui credit in hominem!“ („Verflucht der Mensch, der sein Vertrauen auf Menschen setzt“, Jer 17,5 ).
Pater Konrrad Gjolaj überlieferte Dedë Malajs letzten Worte vor der Erschießung: „Ich bin stolz, dass ich erschossen werde als katholischer Priester, für Albanien und für meinen katholischen Glauben. … Es tut mir um die kleine Nichte leid, die nun ohne einen Menschen bleibt. Ich erbitte die Fürsorge aller für sie …“

## Seligsprechung
Die Seligsprechung von Dedë Malaj und weiteren 37 weiteren Märtyrern fand am 5. November 2016 in Shkodra statt. Der Präfekt der Kongregation für die Selig- und Heiligsprechungsverfahren, Kardinal Angelo Amato, leitete im Auftrag von Papst Franziskus die Feierlichkeiten.